# Mardelle

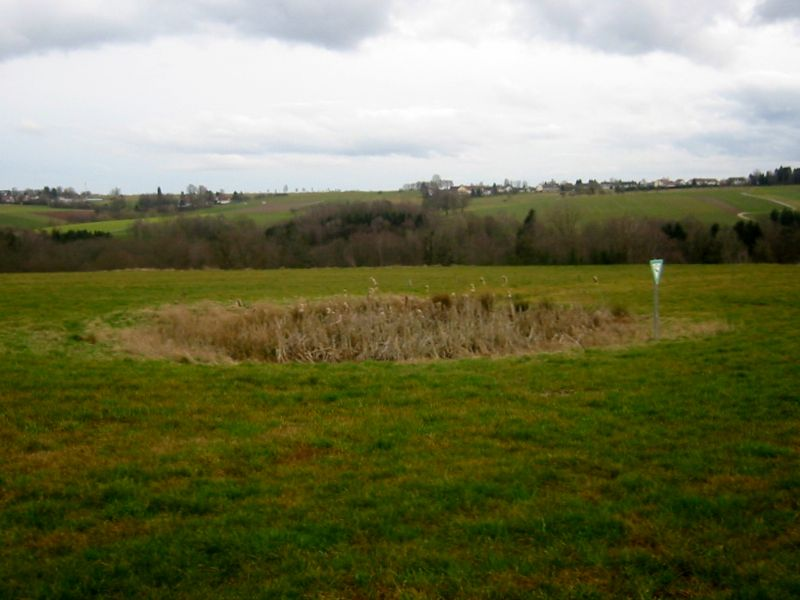
Mardelle

Als Mardelle werden sowohl temporär als auch ganzjährig wassergefüllte Geländemulden bezeichnet. Sie haben keinen Zu- oder Ablauf und speisen sich aus Regenwasser. Dadurch variiert der Wasserstand, je nach Jahreszeit, unter Umständen sehr stark. Durch den Umstand des ständigen Wechsels des Wasserstandes hat sich eine Vielzahl von Pflanzen und Tieren an das Leben in Mardellen angepasst, wobei Flora und Fauna sich von Mardelle zu Mardelle unterscheiden. Mardellen können sowohl flache Dolinen, welche natürlich, durch Senkung des Bodens, entstanden sind, als auch künstliche Gruben sein, welche ab der Eisenzeit durch Materialentnahme zu Bau- und Töpferzwecken ausgehoben wurden.

## Kulturhistorische Bedeutung
Häufig dienten Mardellen, neben der Baumaterialentnahme, auch als Flachsröste, Holzlagerplatz, Viehtränke, Fischweiher oder Wasserreservoir. So wurde im Grünbachwald bei Böckweiler im Saarland in den 1990er Jahren im Rahmen einer Biotopanlage bei einer Ausgrabung eine etwa 30 m große Mardelle untersucht, welche im dortigen unteren Muschelkalk liegend, aufgrund ihrer Größe, nicht durch natürliche Auswaschung entstanden sein kann. Bei der Grabung wurden unter einer bis zu 40 cm dicken Torfschicht ein Henkelkrug und weitere römische Scherben gefunden. In 130 m Entfernung zur Mardelle fand sich ein Töpferofen aus der Römerzeit und in der näheren Umgebung zwei römische Siedlungsstellen. Bei Untersuchungen zu seiner Dissertation über Mardellen fand David Étienne von der Universität Nancy ebenfalls bei einigen Mardellen Hinweise auf anthropogene Entstehung und konnte mit Hilfe von Pollenanalysen deren Alter auf ca. 2.000 Jahre bestimmen. In jüngerer Vergangenheit galten Mardellen, die im Volksmund auch häufig Pfuhl genannt werden, oftmals als unheimliche und böse Orte. Zu vielen solcher Pfuhle gibt es auch entsprechende Legenden. Im 16. und 17. Jahrhundert kam es im französischen Lothringen sogar zu Hexenprozessen im Zusammenhang mit Mardellen.
Oftmals wurden Mardellen, die in offenem Gelände lagen, verfüllt, um sie für die Landwirtschaft nutzbar zu machen. Aus diesen Gründen sind Mardellen im offenen Gelände nur noch selten zu finden. Anders verhält es sich mit Mardellen, die in Wäldern liegen, da dort nur wenige künstliche Verfüllungen vorgenommen wurde. Hier können diese noch häufiger gefunden werden.

## Entstehung und Datierung
Die Art der Entstehung (ob natürlich oder durch Menschen) und die Datierung des Alters einer Mardelle kann abschließend nur durch eine aufwendige Ausgrabung oder die Entnahme von Bohrkernen geklärt werden. Mardellen bilden stets Sedimentfallen mit hervorragenden Erhaltungsbedingungen für Pflanzen- und Holzreste oder menschlicher Siedlungsreste. Solche Untersuchungen ermöglichen es, weitreichende Aussagen zur Umweltgeschichte wie z. B. zur Vegetation, zu Klima und Siedlungsgeschichte zu treffen. Wegen ihres hohen Informationspotentials sowohl für die Archäologie als auch für die Umweltgeschichte sollten Mardellen unbedingt als archäologische Denkmäler erfasst und geschützt werden. Das Ausbaggern von weitgehend verlandeten Mardellen im Rahmen des Feuchtbiotopschutzes ist aus den genannten Gründen abzulehnen.
Die Wissenschaft geht heute, bei natürlich entstandenen Mardellen, von zwei Entstehungsarten aus. Diese sind in der Pingo-Theorie und der Erdfalltheorie beschrieben.

### Die Pingo-Theorie (Die Mardelle als Pingo-Ruine)
Grundsätzlich entstehen Pingos durch die unterschiedliche Gefrierbereitschaft unterschiedlicher Bodenschichten. Dabei wird zwischen Pingos des Mackenzie-Typ (geschlossener Typ) oder des E-Grönland-Typ (offener Typ) unterschieden. Schmilzt der Eiskern, fällt der Pingo in sich zusammen und bildet eine Vertiefung im Erdreich, die sogenannte Pingo-Ruine oder Mardelle. Charakteristisch für Mardellen, die auf diese Weise entstanden sind, ist der Erdwall, der sie umgibt. Dieser entsteht durch Erdreich, das sich beim Einsacken des Pingos an den Rändern ablagert. In Europa findet man Pingo-Ruinen überwiegend im nordwestlichen Teil Mitteleuropas. Die weltweit meisten Pingo-Ruinen befinden sich in Holland, einigen Gebieten Alaskas und Nord-West Kanadas (Mackenzie-Delta).
- Mackenzie-Typ (geschlossener Typ)

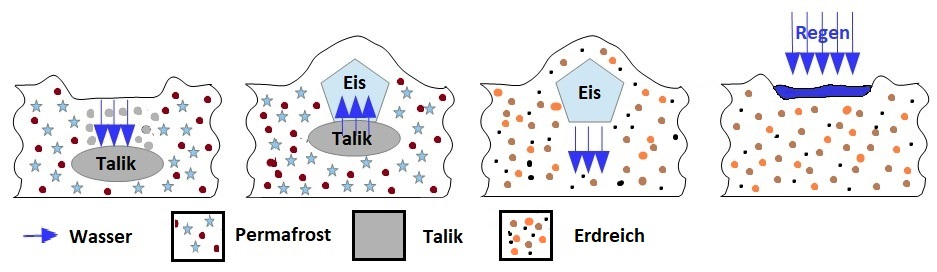
Entstehung einer Mardelle nach der Pingo-Theorie (Mackenzie-Typ)

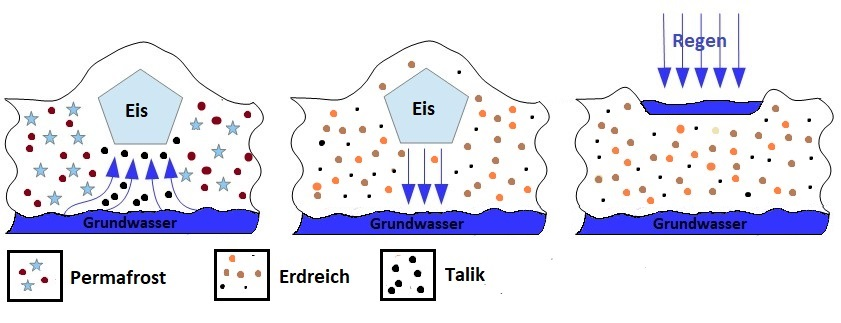
Entstehung einer Mardelle nach der Pingo-Theorie (E-Grönland-Typ)

Diese Pingos entstehen, wenn sich Segregationseis, während der Permafrost vorrückt, unter einem verlandeten Thermokarstsee bildet oder durch Porenwasser, das injiziert wird. In beiden Fällen drückt der entstandene Eiskern den Boden nach oben. Taut der Eiskern ab, bricht der Pingo ein und bildet eine Vertiefung im Erdreich.
- E-Grönland-Typ (offener Typ)

Diese Pingos entstehen, wenn sich Injektionseis im Erdreich bildet. Diese Eis bildet sich durch, unter artesischem Druck, aufsteigendem Grundwasser, aus den nicht gefrorenen Schichten. Auch hier bricht der Pingo nach dem Abschmelzen des Eiskerns zusammen und bildet eine Vertiefung im Erdreich.

### Die Erdfalltheorie

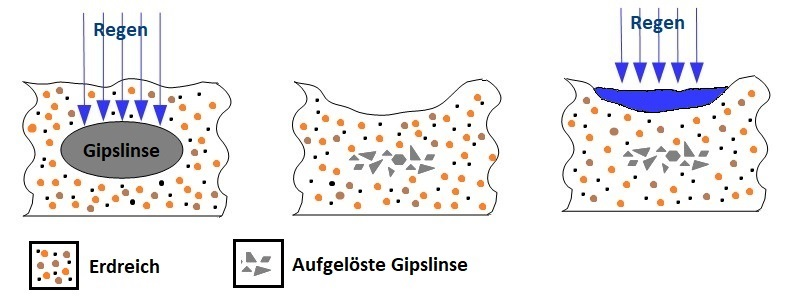
Entstehung einer Mardelle nach der Erdfalltheorie

Grundlage der Theorie sind im Boden befindliche Gipslinsen. Durch eindringendes Wasser (Regenwasser) werden diese Gipsblasen allmählich aufgelöst. Durch diesen Auflösungsprozess entsteht unter der Oberfläche ein Hohlraum, der dann, durch den Druck des darüber liegenden Erdreiches, einstürzt und so eine Vertiefung entstehen lässt.
Bettina Barth beschreibt zum Beispiel Mardellen im lothringischen Gipskeuper, südlich Saargemünd, als Produkte einer Auswaschung von Gipslinsen, die zu einer Absenkung des darüber liegenden Bodens, unter gleichzeitiger Abdichtung der Mardellensohle, führten. Sie unterscheidet Mardellen nach ihrer Morphologie und ihrer Lage. Mardellen findet sie immer im Kuppen- oder oberen Hangbereich, nie am Unterhang oder Talgrund. Étienne fand bei Grabungen an Mardellen anlässlich der Trassierung der TGV-Bahntrasse Paris-Straßburg im lothringischen Keupergebiet keine Gipslinsen und lässt die Erdfalltheorie nur für Gegenden gelten, in denen in geringer Tiefe Kalkstein ansteht und die Bildung von Dolinen zum Einsinken darüber liegender Mergel- oder Lehmschichten führt.